# Tryggvi Hlinason
Tryggvi Hlinason, né le 28 octobre 1997, à Akureyri, en Islande, est un joueur islandais de basket-ball évoluant au poste de pivot.

## Biographie
En juin 2017, Hlinason signe un contrat de 4 ans avec Valence, champion d'Espagne en titre.
En 2018, il se présente à la draft 2018 de la NBA mais n'est pas choisi.

## Palmarès
- 3e des Jeux des petits États d'Europe 2017